# Tormantos
Tormantos es un municipio de la comunidad autónoma de La Rioja (España). Está situado en la parte más occidental de La Rioja, concretamente en la región de la Rioja Alta, limitando con la provincia de Burgos. Se ubica en las fértiles llanuras del valle del río Tirón. De hecho, es la primera localidad riojana que cruza el susodicho río. Cuenta con una población de 122 habitantes (INE 2024).

## Historia
La primera referencia histórica que hace alusión a Tormantos data del siglo XII (año 1137); es un documento de donación que realizó Don Blasco Álvarez, vecino de Tormantos, a Santo Domingo de la Calzada, en la que se cedía una viña. En el año 1146 el rey Alfonso VII incluye a Tormantos en el Fuero de Cerezo, villa de la que se independizaría durante el reinado de Carlos III de España. 
Otro documento de donación en donde aparece es del año 1269, en el que Don Simón Roiz cedía a su esposa Sancha Alfonso, hija del rey de León, cuanto poseía "en Tormantos y en todos sus términos".
Hasta el siglo XII, la ruta francesa del Camino de Santiago discurría por esta zona, coincidiendo con la calzada romana. Posteriormente se desvió por Santo Domingo de la Calzada a su actual trazado.
En el censo de población de la Corona de Castilla del siglo XVI, Tormantos aparece mencionado en el Arzobispado de Burgos y en el arciprestazgo de Belorado, con una población total de 200 almas.

## Demografía
El municipio, que tiene una superficie de 11,07 km², cuenta según el padrón municipal para 2017 del INE con 132 habitantes y una densidad de 11,92 hab./km².
| Gráfica de evolución demográfica de Tormantos entre 1842 y 2017                                          |
| |
| Población de derecho según los censos de población del INE. Población según el padrón municipal de 2017. |

## Lugares de interés

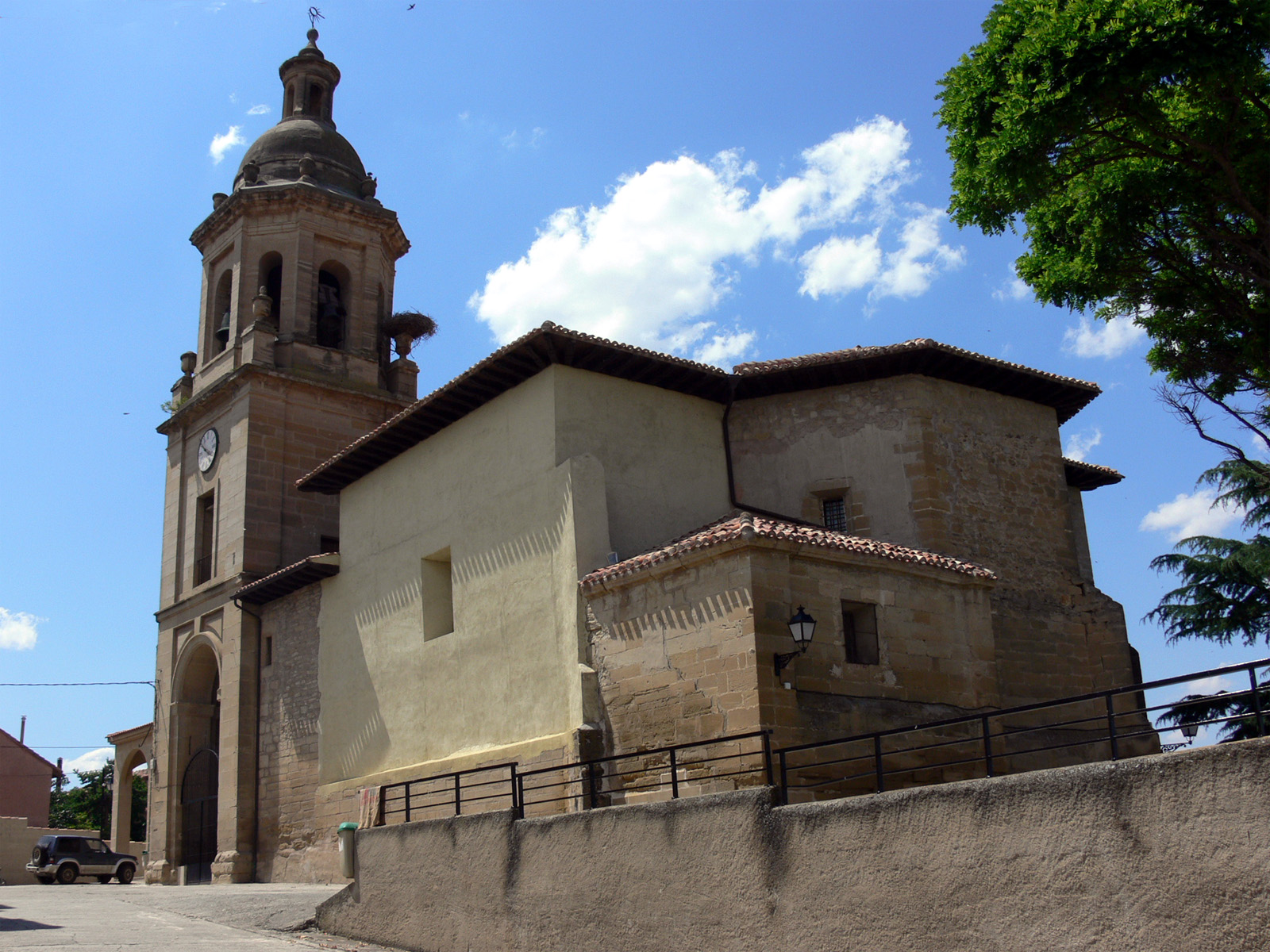
Iglesia de San Esteban.

- Iglesia Parroquial de San Esteban Protomártir

Se construyó en el siglo XVI sobre los cimientos de una anterior de estilo románico. Consta de una portada sin decoración, adornada con un frontón partido y pilastras a los lados. Tiene una nave central en tres tramos, con la cabecera y dos capillas laterales en forma de crucero: la de la derecha alberga un retablo barroco con columnas salomónicas, dedicada a la Virgen de Nápoles; a la izquierda hay un retablo renacentista de madera policromada con escenas de la Última Cena y la Pasión de Cristo. El retablo que se asienta en el altar mayor es de estilo barroco y data del siglo XVIII. Está decorado con rocallas y dedicado a San Esteban, cuya imagen ocupa la parte central, flanqueada por las de San Pedro y San Pablo. San Juan Bautista ocupa la parte superior. En el primer tramo de la nave se abre otra capilla, enrejada, que guarda un pequeño retablo dedicado a San Roque. La torre fue diseñada por Juan de Hernantes, vecino de Los Balbases. Está formada por cuatro cuerpos en sillería. Tiene un pórtico en la entrada y un campanario de cuerpo ochavado.
- Palacio de Don Ruy López Dávalos

Este noble, condestable de Castilla durante el reinado de Juan II de Castilla, mandó construir un palacio, del que se conservan, en la actualidad, la fachada principal y el escudo de los López-Dávalos.
Posteriormente fue un convento y, en nuestros días, es una casa vecinal dividida en varias viviendas. Destaca la portada de la capilla.

## Política
| Periodo   | Nombre                     | Partido |
| --------- | -------------------------- | ------- |
| 1979-1983 | Ángel Gil Manero           | PP      |
| 1983-1987 | Ángel Gil Manero           | PP      |
| 1987-1991 | Javier Lafuente Zuñeda     | PSOE    |
| 1991-1995 | Javier Lafuente Zuñeda     | PSOE    |
| 1995-1999 | José Alberto Imaña Alonso  | PSOE    |
| 1999-2003 | José Alberto Imaña Alonso  | PSOE    |
| 2003-2007 | Ramón Bastida López        | PSOE    |
| 2007-2011 | Mónica Alonso Santamaría   | PSOE    |
| 2011-2015 | Josefa Fernández Diz       | PP      |
| 2015-2019 | Josefa Fernández Diz       | PP      |
| 2019-2023 | Josefa Fernández Diz       | PP      |
| 2023-act. | Rebeca Martínez Santamaría | PSOE    |

## Economía

### Evolución de la deuda viva
El concepto de deuda viva contempla sólo las deudas con cajas y bancos relativas a créditos financieros, valores de renta fija y préstamos o créditos transferidos a terceros, excluyéndose, por tanto, la deuda comercial.
| Gráfica de evolución de la deuda viva del ayuntamiento entre 2008 y 2014                             |
| |
| Deuda viva del ayuntamiento en miles de Euros según datos del Ministerio de Hacienda y Ad. Públicas. |

La deuda viva municipal por habitante en 2014 ascendía a 100,00 €.

## Flora y fauna
Están condicionadas por el tipo de agricultura de la zona, en su mayor parte cerealista, y por la desaparición de gran parte de los sotobosques que se localizaban entre los tres ríos que surcan el término municipal de Tormantos. A pesar de esto, viven en la zona numerosas especies de plantas y animales. Entre estos últimos destacan el visón europeo, el buitre leonado, la nutria y la trucha. 

## Fiestas y tradiciones
- 12 de mayo: Romería a la ermita de San Vitores, en Fresno de Río Tirón (Burgos).
- 15 y 16 de agosto: Fiestas patronales en honor de la Virgen Napolitana y de San Roque. Los danzadores recorren el pueblo ante las imágenes de los santos.
- Primer fin de semana de octubre: Fiestas de Gracias y de la Virgen del Rosario.

Hasta hace unos años, se celebraba un festival de música reggae y ska, que llegó a dar al pueblo inusitada fama: el Mariporrón.

## Cómo llegar
Hay tres vías principales para acceder a Tormantos. Una es desde Logroño, a través de la A12 y por la N-120 hasta Santo Domingo de la Calzada, en donde se coge el desvío hacia Herramélluri (LR-201). Una vez aquí, hay que tomar la carretera LR-200 hasta el municipio. Desde Burgos el mejor acceso toma también la N-120 hasta Belorado y después tomando las carreteras BU-P-7101 y LR-200, que llegan hasta el pueblo. Finalmente, desde Vitoria se toman la A1 y la N-124 hasta Haro y aquí se coge la carretera N-126 hasta Casalarreina. Aquí hay que tomar la N-232 hasta Tirgo, después la LR-201 hasta Herramélluri, y la LR-200 que llega hasta Tormantos.
Hay autobuses diarios que conectan al pueblo con Haro y Santo Domingo de la Calzada.